# Nevalı Çori
Nevalı Çori é um antigo assentamento do Neolítico situado no Médio Eufrates, na província de Şanlıurfa (Urfa), no leste da Turquia. O local é famoso principalmente pelos seus templos, os mais antigos conhecidos, e pelas suas esculturas monumentais. Juntamente como o sítio de Göbekli Tepe, revolucionou o entendimento científico do Neolítico da Eurásia. Provavelmente é o assentamento humano mais antigo que se conhece.
Situa-se a cerca de 490 m de altitude, no sopé dos Montes Tauro, em ambas as margens da ribeira de Kantara, um afluente do Eufrates.

## Escavações
O local foi examinado em 1993 no âmbito de escavações de emergência motivadas pela construção da Barragem Atatürk, a jusante de Sansate. Os trabalhos foram efetuados por uma equipa da Universidade de Heidelberg, liderada por Harald Hauptmann. Juntamente com numerosas estações arqueológicas vizinhas, Nevalı Çori foi submersa pelas águas da albufeira do Eufrates.

## Cronologia
Nevalı Çori poderia ser enquadrada na cronologia relativa local com base nos seus utensílios de pederneira. A ocorrência de pontas estreitas do tipo de Biblos coloca-a no período O. Aurenche's Fase 3, ou seja, nos primeiros tempos do Neolítico pré-cerâmico B (PPNB). Alguns artefatos indicam continuidade para a Fase 4, a qual equivale cronologicamente ao PPNB tardio. A arquitetura permite uma distinção mais detalhada dentro da Fase 3; o tipod e casa com canais debaixo do chão, típicos dos estratos I a IV de Nevalı Çori também caracterizam o "Nível Intermédio" em Çayönü, enquanto a planta distinta do único edifício do estrato V (Casa 1), está mais claramente relacionado com os edifícios de "Nível da Planta Celular" em Çayönü.
Em termos de datação absoluta, há quatro datas resultantes de análises de radiocarbono. Três delas são do Estrato II e apontam para a segunda metade do 9º milénio a.C., que coincide com as datas mais antigas de Çayönü e Mureybet IVA, o que suporta a cronologia relativa antes mencionada. A quarta análise aponta para o 10º milénio a.C., o que, a verificar-se correto, indica a presença de uma fase extremamente precoce do PPNB em Nevalı Çori.

## Arquitetura
O povoado tinha quatro níveis arquitetónicos. As ruínas escavadas consistem em casas retangulares compridas contendo duas ou três filas paralelas de compartimentos, que foram interpretadas como armazéns. Estes compartimentos são adjacentes a uma estrutura igualmente retangular subdividida por paredes salientes, que se supõe serem o espaço residencial. Este tipo de casa é caracterizada por fundações espessas com diversos níveis, feitas de grandes pedras e seixos, cujos interstícios eram preenchidos com pedras mais pequenas de modo a proporcionar uma superfície relativamente nivelada que suportava a estrutura da casa. Estas fundações são interrompidas a cada 1 a 1,5 m por canais subterrâneos, cobertos por placas de pedra, mas abertos nos lados. Os canais podem ter servido para drenagem, arejamento ou arrefecimento das casas. Foram escavadas 23 destas estruturas, claramente similares às estruturas da chamada "subfase dos canais" em Çayönü.
Uma área na parte noroeste da povoação aparenta ter tido especial importância. Aí, um complexo religioso foi escavado na encosta da colina. Aí se distinguem três fases arquitetónicas subsequentes, pertencendo a mais recente ao Estrato III, a intermédia ao Estrato II e a mais antiga ao Estrato I. As duas fases mais recentes tinham um pavimento em cal ao estilo de  terrazzo, uma ocorrência com paralelos observados em Cayönü e Göbekli Tepe. As  paredes de pedra seca
 tinham pilares monolíticos similares aos de Göbekli Tepe. No interior existiam dois pilares isolados com três metros de altura. Supõe-se que os telhados seriam leves e planos. Só são conhecidas estruturas similares em Göbekli Tepe.

## Escultura e estatuetas
A pedra calcária local foi usada para esculpir numerosas estátuas e esculturas mais pequenas, incluindo uma cabeça humana calva de dimensões superiores às naturais, com uma serpente uma madeixa de cabelo semelhante às sikhas de alguns hindus ortodoxos.
 Foi também descoberta uma estátua de uma ave. Alguns dos pilares apresentam relevos, incluindo alguns com mãos humanas. As esculturas antropomórficas de calcário escavadas em Nevalı Çori são das mais antigas esculturas em tamanho natural conhecidas. Material semelhante foi encontrado em Göbekli Tepe.
Foram encontradas várias centenas de pequenas figuras em barro, com cerca de 5 cm de altura, a maior parte delas representando seres humanos. Estas figuras foram interpretadas como oferendas votivas. Eram cozidas a temperaturas entre 500 e 600 ºC, o que sugere o desenvolvimento de tecnologia de cerâmica de fogo antes do advento da olaria propriamente dita.

## Sepulturas
Algumas das casas continham caveiras e esqueletos incompletos.